# Campo da Rua Itapiru
Campo da Rua Itapiru era o campo de jogo do Sport Club Minerva, clube social e esportivo da cidade do Rio de Janeiro, então localizado no bairro do Rio Comprido.
O Sport Club Minerva, na rua Itapiru,  cujo ponto forte era o "futebol de salão", atual "futsal", mas cujo campo, inaugurado em 3 de maio de 1917 em um Clássico Vovô que terminou em 2 a 2, passou a receber jogos de futebol de campo, como partida do Vasco da Gama pela segunda divisão do Campeonato Carioca daquele ano.
Sobre as partidas de inauguração, o jornal "O Imparcial", de 4 de maio de 1917, publicou o seguinte, mantida a grafia original: "Conforme annunciado, foi hontem levado a effeito a inauguração official do ground do Sport Club Brasileiro à rua Itapiru. A esse local affluiu elevada concorrencia, que acompanhou com vivo interesse o desenrolar das partidas que faziam parte do programma."
Fizeram parte ainda da programação de inauguração as partidas entre Americano e Progresso, com vitória do primeiro por 2 a 0, Hellenico 3 a 2 Sport Club Brasileiro e Andarahy 2 a 1 America, sendo o time rubro o então campeão carioca, mas estando desfalcado de vários jogadores nesta derrota.
Em 1920 o Vasco venceu o Helênnico por 3 a 0 em 20 de junho neste campo, em partida válida pela segunda divisão.
Em 1927, na Rua Itapiru, foi disputado um denominado "Festival Esportivo do São Paulo Rio F.C.", reunindo três jogos entre seis clubes menores do Rio de Janeiro, todos disputados no dia 27 de julho.